# Éghezée
Éghezée, dikwijls geschreven als Eghezée, is een plaats en gemeente in de Belgische provincie Namen, in het uiterste noorden hiervan. De gemeente telt ruim 16.000 inwoners en ligt op een hoogte van 154 meter.

## Kernen

### Deelgemeenten
| #  | Naam                 | Opp. (km²) | Inwoners (2020) | Inwoners per km² | NIS-code |
| -- | -------------------- | ---------- | --------------- | ---------------- | -------- |
| 1  | Éghezée              | 5,86       | 2.379           | 406              | 92035A   |
| 2  | Longchamps           | 4,13       | 763             | 185              | 92035B   |
| 3  | Upigny               | 3,35       | 268             | 80               | 92035C   |
| 4  | Mehaigne             | 4,76       | 621             | 130              | 92035D   |
| 5  | Noville-sur-Mehaigne | 7,13       | 979             | 137              | 92035E   |
| 6  | Bolinne              | 5,10       | 838             | 164              | 92035F   |
| 7  | Taviers              | 5,50       | 794             | 144              | 92035G   |
| 8  | Boneffe              | 6,17       | 425             | 69               | 92035H   |
| 9  | Branchon             | 5,12       | 519             | 101              | 92035J   |
| 10 | Hanret               | 8,78       | 1.049           | 120              | 92035K   |
| 11 | Leuze                | 8,28       | 2.474           | 299              | 92035L   |
| 12 | Waret-la-Chaussée    | 6,14       | 1.171           | 191              | 92035M   |
| 13 | Dhuy                 | 10,56      | 1.398           | 132              | 92035N   |
| 14 | Saint-Germain        | 7,10       | 627             | 88               | 92035P   |
| 15 | Liernu               | 6,25       | 948             | 152              | 92035R   |
| 16 | Aische-en-Refail     | 8,99       | 1.194           | 133              | 92035S   |

## Bezienswaardigheden

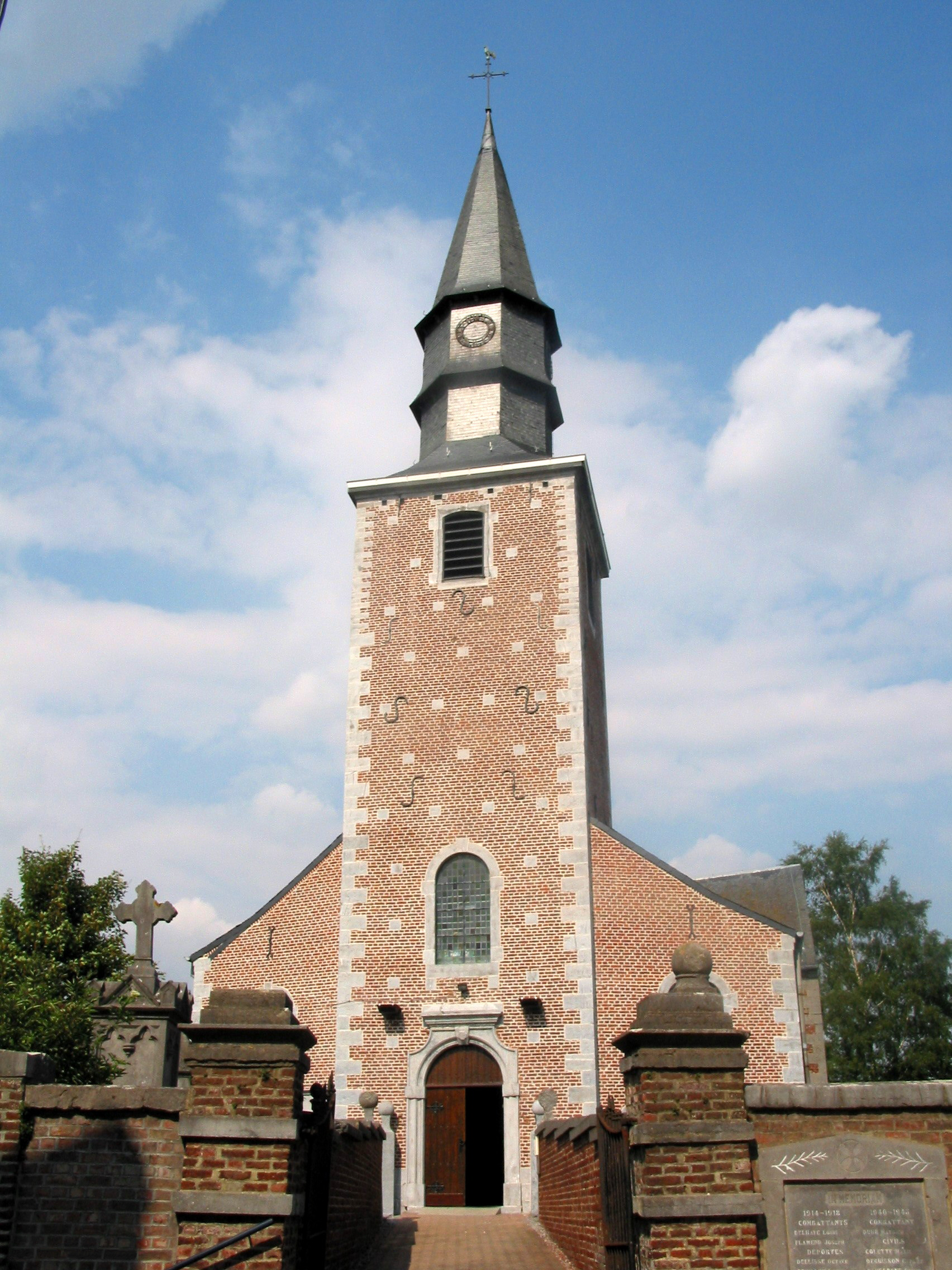
Éghezée, Sint-Hubertuskerk

- De Sint-Hubertuskerk (Église Saint-Hubert) met een koor van 1686, dat in 1845 werd verlengd. Het kerkschip is van 1729.
- Het Château de Frocourt waarvan de zuidoostvleugel, met twee torens, uit de 17e eeuw stamt. De bijgebouwen, in U-vorm gegroepeerd, zijn 19e-eeuws. Bij het kasteel hoort een park. De Ruisseau de Frocourt stroomt langs dit park.

## Natuur en landschap
Éghezée ligt aan een knooppunt van wegen en aan de Marka. De hoogte aan de kerk is 151 meter.

## Demografische ontwikkeling

### Demografische evolutie voor de fusie
- Bronnen:NIS, Opm:1831 tot en met 1970=volkstellingen, 1976= inwonersaantal op 31 december

### Demografische evolutie van de fusiegemeente
Alle historische gegevens hebben betrekking op de huidige gemeente, inclusief deelgemeenten, zoals ontstaan na de fusie van 1 januari 1977.
- Bronnen:NIS, Opm:1831 tot en met 1981=volkstellingen; 1990 en later= inwonertal op 1 januari

| Inwoners van jaar tot jaar op 1 januari 1992 tot heden | Inwoners van jaar tot jaar op 1 januari 1992 tot heden | Inwoners van jaar tot jaar op 1 januari 1992 tot heden |
| jaar                                                   | Aantal                                                 | Evolutie: 1992=index 100                               |
| ------------------------------------------------------ | ------------------------------------------------------ | ------------------------------------------------------ |
| 1992                                                   | 12.195                                                 | 100,0                                                  |
| 1993                                                   | 12.412                                                 | 101,8                                                  |
| 1994                                                   | 12.530                                                 | 102,7                                                  |
| 1995                                                   | 12.547                                                 | 102,9                                                  |
| 1996                                                   | 12.747                                                 | 104,5                                                  |
| 1997                                                   | 12.959                                                 | 106,3                                                  |
| 1998                                                   | 13.084                                                 | 107,3                                                  |
| 1999                                                   | 13.260                                                 | 108,7                                                  |
| 2000                                                   | 13.414                                                 | 110,0                                                  |
| 2001                                                   | 13.668                                                 | 112,1                                                  |
| 2002                                                   | 13.699                                                 | 112,3                                                  |
| 2003                                                   | 13.917                                                 | 114,1                                                  |
| 2004                                                   | 13.991                                                 | 114,7                                                  |
| 2005                                                   | 14.134                                                 | 115,9                                                  |
| 2006                                                   | 14.347                                                 | 117,6                                                  |
| 2007                                                   | 14.619                                                 | 119,9                                                  |
| 2008                                                   | 14.745                                                 | 120,9                                                  |
| 2009                                                   | 15.011                                                 | 123,1                                                  |
| 2010                                                   | 15.133                                                 | 124,1                                                  |
| 2011                                                   | 15.267                                                 | 125,2                                                  |
| 2012                                                   | 15.415                                                 | 126,4                                                  |
| 2013                                                   | 15.455                                                 | 126,7                                                  |
| 2014                                                   | 15.649                                                 | 128,3                                                  |
| 2015                                                   | 15.771                                                 | 129,3                                                  |
| 2016                                                   | 15.951                                                 | 130,8                                                  |
| 2017                                                   | 16.076                                                 | 131,8                                                  |
| 2018                                                   | 16.247                                                 | 133,2                                                  |
| 2019                                                   | 16.337                                                 | 134,0                                                  |
| 2020                                                   | 16.448                                                 | 134,9                                                  |
| 2021                                                   | 16.487                                                 | 135,2                                                  |
| 2022                                                   | 16.577                                                 | 135,9                                                  |
| 2023                                                   | 16.705                                                 | 137,0                                                  |
| 2024                                                   | 16.866                                                 | 138,3                                                  |
| 2025                                                   | 16.954                                                 | 138,3                                                  |

## Politiek

### Resultaten gemeenteraadsverkiezingen sinds 1976
| Partij               | Partij               | 10-10-1976 | 10-10-1976 | 10-10-1982 | 10-10-1982 | 9-10-1988 | 9-10-1988 | 9-10-1994 | 9-10-1994 | 8-10-2000 | 8-10-2000 | 8-10-2006 | 8-10-2006 | 14-10-2012 | 14-10-2012 | 14-10-2018 | 14-10-2018 | 13-10-2024 | 13-10-2024 |
| Stemmen / Zetels     | Stemmen / Zetels     | %          | 21         | %          | 21         | %         | 21        | %         | 23        | %         | 23        | %         | 23        | %          | 25         | %          | 25         | %          | 25         |
| -------------------- | -------------------- | ---------- | ---------- | ---------- | ---------- | --------- | --------- | --------- | --------- | --------- | --------- | --------- | --------- | ---------- | ---------- | ---------- | ---------- | ---------- | ---------- |
|                      | PRL1 / EPV2          | 10,921     | 1          | 14,541     | 2          | 12,491    | 2         | 22,462    | 5         | 35,322    | 9         | 37,122    | 9         | 36,92      | 10         | 44,762     | 13         | 54,732     | 16         |
|                      | PS1 / Pour 53102     | 45,971     | 10         | 44,831     | 11         | 39,571    | 9         | 30,772    | 8         | 33,472    | 8         | -         |           | -          |            | 11,091     | 2          | 12,432     | 2          |
|                      | LDP                  | -          |            | -          |            | -         |           | -         |           | -         |           | 30,73     | 8         | 29,31      | 8          | 10,07      | 2          | -          |            |
|                      | ECOLO                | -          |            | 3,18       | 0          | 6,06      | 0         | 8,07      | 1         | 12,66     | 2         | 8,95      | 1         | 12,05      | 2          | 12,85      | 3          | 5,70       | 0          |
|                      | PSC1 / IC2 / RIC3    | 42,151     | 10         | 36,891     | 8          | 41,512    | 10        | 37,563    | 9         | 18,542    | 4         | 21,912    | 5         | 19,782     | 5          | 21,232     | 5          | 27,142     | 7          |
| Anderen(*)           | Anderen(*)           | 0,96       | 0          | 0,55       | 0          | 0,37      | 0         | 1,14      | 0         | -         |           | 1,3       | 0         | 1,96       | 0          | -          |            | -          |            |
| Totaal stemmen       | Totaal stemmen       | 7096       | 7096       | 7842       | 7842       | 8234      | 8234      | 8778      | 8778      | 9413      | 9413      | 10294     | 10294     | 10541      | 10541      | 11282      | 11282      | 11616      | 11616      |
| Opkomst %            | Opkomst %            |            |            |            |            | 95,89     | 95,89     | 95,11     | 95,11     | 93,55     | 93,55     | 94,21     | 94,21     | 91,04      | 91,04      | 91,31      | 91,31      | 89,10      | 89,10      |
| Blanco en ongeldig % | Blanco en ongeldig % | 2,14       | 2,14       | 3,46       | 3,46       | 4,24      | 4,24      | 4,96      | 4,96      | 7,14      | 7,14      | 5,64      | 5,64      | 6,31       | 6,31       | 6,44       | 6,44       | 5,15       | 5,15       |

(*) 1976: TCP (0,96%) / 1982: PCB (0,55%) / 1988: PC (0,37%) / 1994: JPLG (1,14%) / 2006: PTB+ (1,3%) / 2012: PP (1,96%)
De meerderheid wordt vet aangegeven. De grootste partij is in kleur.

## Aangrenzende gemeenten
| Aangrenzende gemeenten | Aangrenzende gemeenten | Aangrenzende gemeenten | Aangrenzende gemeenten | Aangrenzende gemeenten |
| ---------------------- | ---------------------- | ---------------------- | ---------------------- | ---------------------- |
| Perwijs (W Br)         |                        | Ramillies (W Br)       |                        | Orp-Jauche (W Br)      |
|                        |                        |                        |                        |                        |
| Gembloers              |                        |                        |                        |                        |
|                        |                        |                        |                        |                        |
| La Bruyère             |                        | Namen                  |                        | Fernelmont             |

## Nabijgelegen kernen
Harlue, Noville-sur-Mehaigne, Mehaigne, Longchamps, Hanret, Bolinne